# Atletism la Jocurile Olimpice de vară din 2020 - 50 km marș (masculin)
Proba masculină de 50 de km marș de la Jocurile Olimpice de vară din 2020 a avut loc la data de 6 august 2021 la Sapporo.

## Recorduri
Înaintea acestei competiții, recordurile mondiale și olimpice erau următoarele:
| Record  | Atlet               | Timp    | Loc                    | Data           |
| ------- | ------------------- | ------- | ---------------------- | -------------- |
| Mondial | Yohann Diniz (FRA)  | 3:32:33 | Zürich, Elveția        | 15 august 2014 |
| Olimpic | Jared Tallent (AUS) | 3:36:53 | Londra, Marea Britanie | 11 august 2012 |

## Program
Orele sunt ora Japoniei (UTC+9) 
| Data                  | Oră  | Etapă  |
| --------------------- | ---- | ------ |
| Vineri, 6 august 2021 | 5:30 | Finala |

## Rezultate
| Legendă: | ~ | Pierderea contactului | > | Îndoirea genunchiului | TR 54.7.5 | Descalificat conform regulii TR 54.7.5 |

| Loc | Nume                   | Țară          | Timp    | Note           |
| --- | ---------------------- | ------------- | ------- | -------------- |
| 1   | Dawid Tomala           | Polonia       | 3:50:08 |                |
| 2   | Jonathan Hilbert       | Germania      | 3:50:44 | ~~             |
| 3   | Evan Dunfee            | Canada        | 3:50:59 | SB             |
| 4   | Marc Tur               | Spania        | 3:51:08 | >>             |
| 5   | João Vieira            | Portugalia    | 3:51:28 | SB             |
| 6   | Masatora Kawano        | Japonia       | 3:51:56 | SB             |
| 7   | Bian Tongda            | China         | 3:52:01 |                |
| 8   | Rhydian Cowley         | Australia     | 3:52:01 | SB             |
| 9   | Aku Partanen           | Finlanda      | 3:52:39 | ~ SB           |
| 10  | Brendan Boyce          | Irlanda       | 3:53:40 |                |
| 11  | José Leonardo Montaña  | Columbia      | 3:53:50 | SB             |
| 12  | Artur Brzozowski       | Polonia       | 3:54:08 | ~ SB           |
| 13  | Jorge Armando Ruiz     | Columbia      | 3:55:30 | ~              |
| 14  | Matej Tóth             | Slovacia      | 3:56:23 | SB             |
| 15  | José Leyver            | Mexic         | 3:56:53 | ~ SB           |
| 16  | Quentin Rew            | Noua Zeelandă | 3:57:33 | ~              |
| 17  | Máté Helebrandt        | Ungaria       | 3:57:53 | ~ SB           |
| 18  | Diego Pinzón           | Columbia      | 3:57:54 |                |
| 19  | Andrés Chocho          | Ecuador       | 3:59:03 | ~>~ SB         |
| 20  | Bence Venyercsán       | Ungaria       | 3:59:05 |                |
| 21  | Wang Qin               | China         | 3:59:35 |                |
| 22  | Dzmitry Dziubin        | Belarus       | 4:00:25 | SB             |
| 23  | Andrea Agrusti         | Italia        | 4:01:10 |                |
| 24  | Marius Cocioran        | România       | 4:01:43 |                |
| 25  | Maryan Zakalnytskyy    | Ucraina       | 4:02:53 |                |
| 26  | Jarkko Kinnunen        | Finlanda      | 4:04:28 | >              |
| 27  | Jhonatan Amores        | Ecuador       | 4:05:47 |                |
| 28  | Luo Yadong             | China         | 4:06:17 |                |
| 29  | Alex Wright            | Irlanda       | 4:06:20 | ~ SB           |
| 30  | Hayato Katsuki         | Japonia       | 4:06:32 |                |
| 31  | Arturas Mastianica     | Lituania      | 4:06:43 |                |
| 32  | Satoshi Maruo          | Japonia       | 4:06:44 |                |
| 33  | Carl Dohmann           | Germania      | 4:07:18 |                |
| 34  | Bernardo Barrondo      | Guatemala     | 4:08:34 | ~~>            |
| 35  | Jesús Ángel García     | Spania        | 4:10:03 | >              |
| 36  | Alexandros Papamichail | Grecia        | 4:12:49 |                |
| 37  | Arnis Rumbenieks       | Letonia       | 4:13:33 | >>             |
| 38  | Aleksi Ojala           | Finlanda      | 4:14:02 | >              |
| 39  | Valeriy Litanyuk       | Ucraina       | 4:14:05 | >              |
| 40  | Marc Mundell           | Africa de Sud | 4:14:37 |                |
| 41  | Michal Morvay          | Slovacia      | 4:15:22 |                |
| 42  | Nathaniel Seiler       | Germania      | 4:15:37 |                |
| 43  | Vít Hlaváč             | Cehia         | 4:15:40 |                |
| 44  | Horacio Nava           | Mexic         | 4:19:00 | >>             |
| 45  | Mathieu Bilodeau       | Canada        | 4:20:36 | SB             |
| 46  | Lukáš Gdula            | Cehia         | 4:33:06 | >>>            |
| 47  | Claudio Villanueva     | Ecuador       | 4:53:09 | >>             |
| –   | Teodorico Caporaso     | Italia        | NT      | ~              |
| –   | Rafał Augustyn         | Polonia       | NT      |                |
| –   | Håvard Haukenes        | Norvegia      | NT      |                |
| –   | Luis Manuel Corchete   | Spania        | NT      |                |
| –   | Gurpreet Singh         | India         | NT      |                |
| –   | Ivan Banzeruk          | Ucraina       | NT      | >>             |
| –   | Luis Ángel Sánchez     | Guatemala     | NT      | ~~~            |
| –   | Isaac Palma            | Mexic         | NT      | ~              |
| –   | Yohann Diniz           | Franța        | NT      |                |
| –   | Marco De Luca          | Italia        | NT      |                |
| –   | Ruslans Smolonskis     | Letonia       | DS      | ~>>> TR 54.7.5 |
| –   | Érick Bernabé Barrondo | Guatemala     | DS      | ~~~~ TR 54.7.5 |